# John Carmichael, 3. hrabě z Hyndfordu
John Carmichael, 3. hrabě z Hyndfordu (John Carmichael, 3rd Earl of Hyndford, 3rd Viscount Inglisberry and Nemphlar, 5th Baron Carmichael) (15. března 1701 – 19. července 1767) byl britský diplomat ze starobylé skotské šlechty. V mládí sloužil v armádě, později zastával řadu čestných funkcí ve Skotsku. Za války o rakouské dědictví byl vyslancem v Prusku a Rusku a patřil k důležitým účastníkům diplomatických jednání v polovině 18. století.

## Životopis
Pocházel ze starobylého skotského rodu, byl vnukem ministra pro Skotsko 1. hraběte z Hyndfordu, narodil se v Edinburghu do početné rodiny generála Jamese Carmichaela, 2. hraběte z Hyndfordu (1671–1737), a jeho manželky Elizabeth Maitland. Měl deset sourozenců, jeden z jeho mladších bratrů William Carmichael (1702–1765) byl arcibiskupem v Dublinu. John Carmichael jako otcův dědic užíval od roku 1710 titul vikomt Inglisberry a od mládí sloužil v armádě, v roce 1733 dosáhl hodnosti kapitána. V roce 1737 po otci zdědil majetek a rodové tituly, v letech 1738–1761 byl celkem pětkrát zvolen jako reprezentant skotských peerů do britské Sněmovny lordů, i když později jako diplomat dlouhodobě pobýval v zahraničí. V letech 1739–1740 zastával čestnou hodnost lorda komisaře církevního shromáždění ve Skotsku a od roku 1739 až do smrti byl lordem–místodržitelem v hrabství Lanark, kde vlastnil statky.
Na počátku války o rakouské dědictví byl pověřen funkcí vyslance v Berlíně (1741–1742), kde se neúspěšně snažil zprostředkovat smír mezi Fridrichem II. a Marií Terezií, v roce 1742 obdržel Bodlákový řád. V letech 1744–1749 byl pak britským vyslancem v Petrohradě, kde znovu patřil k důležitým účastníkům diplomatických jednání za války o rakouské dědictví. Po návratu do Anglie byl jmenován členem Tajné rady (1750) a od roku 1752 byl lordem komořím Jiřího II. Téhož roku byl pověřen mimořádnou misí do Vídně, nadále pak pobýval převážně ve Skotsku. V letech 1764–1767 zastával čestnou hodnost viceadmirála pro Skotsko (tuto funkci po něm převzal William Douglas, 4. vévoda z Queensberry).
V roce 1732 se oženil s Elizabeth Shovell (1692–1750), vdovou po 1. baronu Romneym a dcerou admirála Cloudesleye Shovella. Jejich jediný syn Frederick Carmichael zemřel v dětství na neštovice (1734). Titul hraběte z Hyndfordu přešel na bratrance Johna Carmichaela, 4. hraběte z Hyndfordu (1710–1787).